# Jacques Devincke
Jacques Devincke (Gent, 17 april 1944 - Lochristi, 27 juni 2010) was een Vlaams ingenieur-architect die in de jaren 70 en 80 betrokken was bij de bouw van een aantal stations.
Devincke studeerde in 1969 af aan de toenmalige Rijksuniversiteit van Gent. Hierna ging hij bij de Nationale Maatschappij der Belgische Spoorwegen (NMBS) werken en als zodanig heeft hij een aantal stations ontworpen of is hij bij de bouw van andere betrokken geweest. Dit betreffen onder meer de stationsgebouwen van Eeklo, Ninove, Zele, Aalter, Genk, Zottegem, Boom, Tielt, ... Devincke bleef zijn hele beroepsleven werkzaam bij de NMBS. 
Zijn ontwerpen zijn sterk gekleurd door de tijdgeest en het toen beschikbare budget (of eerder het gebrek aan): de ontwerpen uit de jaren 70 zijn over het algemeen eerder sober, geïnspireerd door Douma. In de jaren 80 beheerste het postmodernisme de architectuur en kreeg men opnieuw meer belangstelling in de vormgeving van stations, dit weerspiegelde zich ook in de ontwerpen van Devincke: veel van zijn stations uit die periode hebben opvallend felle kleuren en gebruiken veel metaal

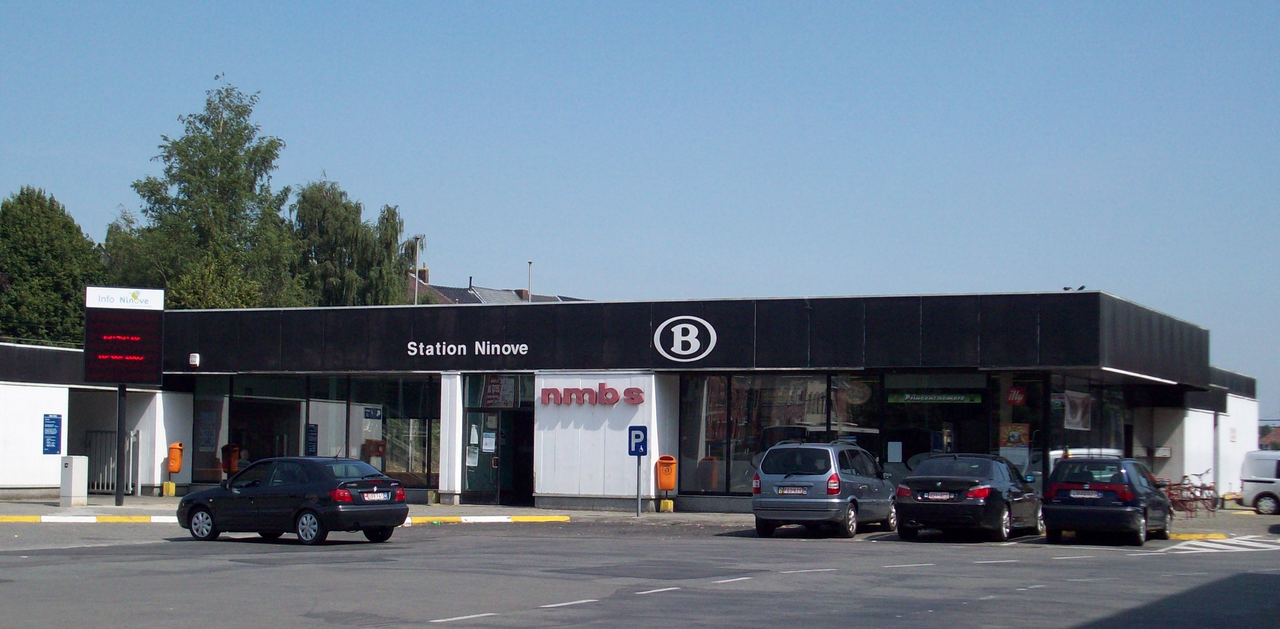
Station Ninove (1978)